# Aelia Domitia Paulina
Aelia Domitia Paulina ou Domitia Paulina Minor, née en 75 et morte en 130, est une personnalité féminine romaine des Ier et IIe siècles. Elle est la sœur aînée d'Hadrien et l'épouse de Lucius Julius Ursus Servianus.

## Famille

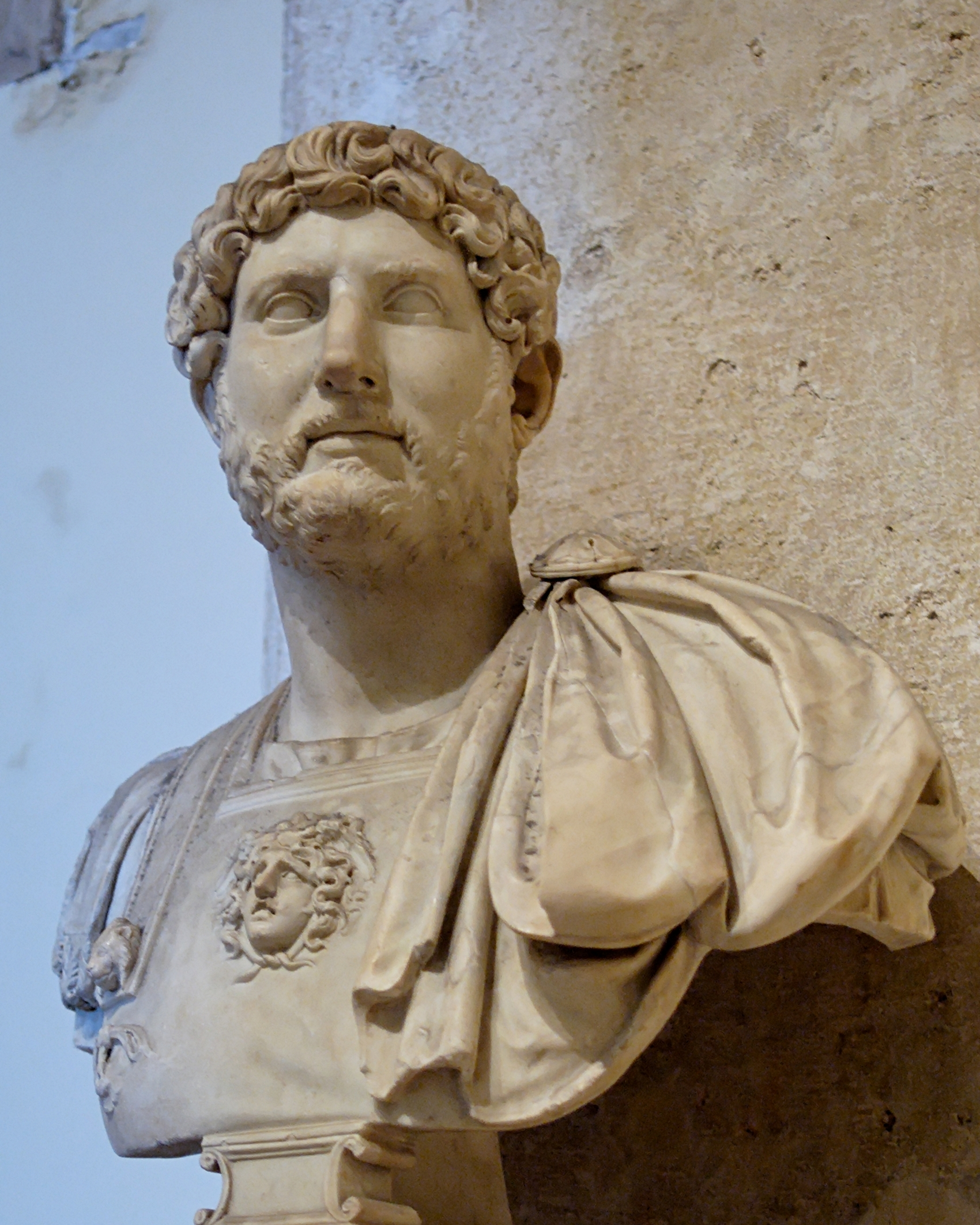
L'empereur Hadrien (117 à 138), frère de Aelia Domitia Paulina.

Elle est la fille de Publius Aelius Hadrianus Afer, originaire d'Italica en Bétique, et de sa femme Domitia Paulina Major, issue d'une famille sénatoriale hispanique distingué qui vient de Gadès,. Afer et Trajan sont des cousins maternels,.
Elle naît en 75 et a un frère, le futur empereur Hadrien, né en 76,.
Après que son père a atteint la préture, il meurt en 86, à l'âge de 40 ans. Son fils et sa fille sont mis sous la tutelle de son cousin Trajan et de Publius Acilius Attianus,,.
Elle épouse Lucius Julius Ursus Servianus vers 90, plus vieux qu'elle d'une trentaine d'années, avant l'accession au trône de Trajan,. Son époux est trois fois consul sous trois empereurs différents, suffect en 90 sous Domitien, éponyme en 102 sous Trajan et une deuxième fois éponyme en 134 sous Hadrien, son beau-frère. C'est le dernier à occuper le consulat plus de deux fois autre que les empereurs et les Césars.
Paulina et Servianus ont une fille appelée Julia Serviana Paulina née dans la première partie du règne de Trajan. Vers 106/107, leur fille est mariée à Gnaeus Pedanius Fuscus Salinator, un futur consulaire et sénateur romain hispanique. Pline le Jeune envoie à son ami Servianus et à sa femme Paulina une lettre de félicitations pour ce mariage, Fuscus Salinator étant un de ses protégés,.
Elle décède en 130, et son ami et son frère l’empereur partagent une cérémonie privée en son honneur.
À la fin de son règne, Hadrien aurait pensé d'abord à Servianus comme successeur potentiel,, mais il le trouve trop âgé : il a dépassé les quatre-vingt-dix ans. On parle alors du petit-fils de Servianus, le petit-neveu d'Hadrien et le petit-fils de Paulina, Cnaeus Pedanius Fuscus, un tout jeune homme comme possible héritier. Mais en 136, Hadrien adopte Lucius Ceionus Commodus, qui prend le nom de Lucius Aelius Caesar. Il contraint alors Servianus et Fuscus au suicide pour ne pas qu'ils mettent en danger la succession,,,, sous prétexte qu'ils auraient désapprouvé cette élection et qu'ils aspireraient à l'Empire.

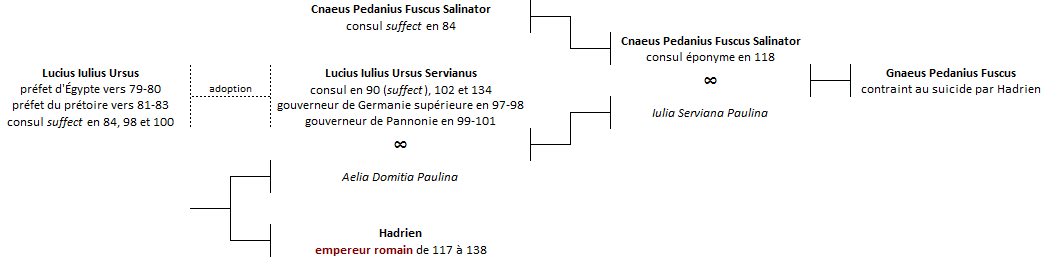
Famille des Iulii Ursi et des Pedanii Fusci sous les Flaviens et les Antonins. Arbre non exhaustif.